# Дехейвен, Глория
Глория Дехейвен (англ. Gloria DeHaven; 23 июля 1925, Лос-Анджелес, Калифорния — 30 июля 2016[…], Лас-Вегас, Невада) — американская актриса и певица.

## Биография
Глория Милдред Дехейвен родилась в Лос-Анджелесе 23 июля 1925 в семье актёра и режиссёра Картера Дехейвена и актрисы Флоры Паркер Дехейвен. Первой её киноработой стала эпизодическая роль в картине Чарли Чаплина «Новые времена» (1936), в которой она снялась будучи ещё ребёнком.
В начале 1940-х актриса подписала контракт с «MGM», но несмотря на роли в таких успешных фильмах как комедия «Сьюзен и бог» (1940), детектив «Тонкий человек едет домой» (1944), мюзиклы «Летние каникулы» (1948) и «Летние гастроли» (1950), фильм нуар «Место преступления» (1949), она так и не добилась положения настоящей кинозвезды. В 1950 году в музыкальном фильме «Три маленьких слова» Глория исполнила роль своей матери, миссис Дехейвен.
У Дехейвен была активная карьера на телевидении с 1950-х по 1990-е годы. Её можно было видеть в сериалах «Как вращается мир», «Защитники», «Правосудие Берка», «Все мои дети», «Она написала убийство», «Прикосновение ангела» и многих других. За свой вклад в кино Глория Дехейвен удостоена звезды на Голливудской аллее славы.
Актриса четыре раза была замужем (в т.ч. Джон Пейн (1944—1950) и является матерью четверых детей. Все её браки заканчивались разводом. Дехейвен скончалась в конце июля 2016 года в Лас-Вегасе, спустя неделю после своего 91 дня рождения.